# Triple Elvis

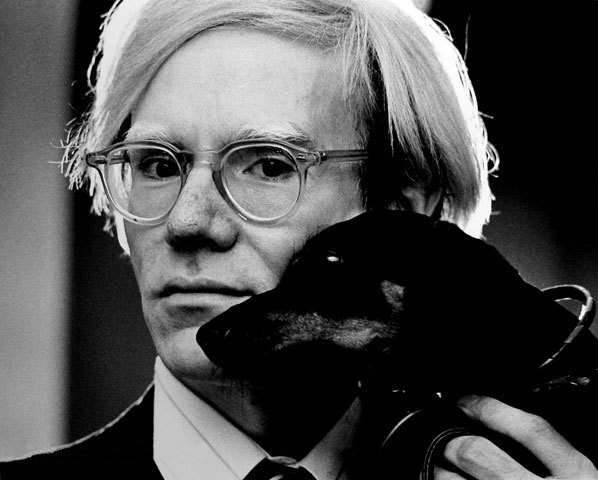
Andy Warhol

Triple Elvis je obraz amerického výtvarníka Andyho Warhola z roku 1963. Na plátně se nachází třikrát zpěvák Elvis Presley se zbraní v ruce. V listopadu 2014 se obraz v newyorské aukční síni Christie's prodal za 81,9 milionu dolarů. Ve stejné aukci se prodal také obraz, na kterém je čtyřikrát herec Marlon Brando. Warhol vytvořil dvaadvacet verzí tohoto obrazu.